# Nathaniel H. Frank
Nathaniel Herman Frank (* 18. März 1903 in Boston; † 19. Februar 1984 in Brookline (Massachusetts)) war ein US-amerikanischer Physiker.

## Leben
Nathaniel H. Frank studierte Physik am Massachusetts Institute of Technology (MIT) und war bis zu seiner Pensionierung im Jahr 1968 dort tätig. Nachdem er zunächst nach Erlangung des Bachelor-Grades als Assistent am Department für Elektrotechnik gearbeitet hatte,  wechselte er Mitte der 1920er Jahre zur Physik. Nach einem einjährigen Forschungsaufenthalt bei Arnold Sommerfeld in München, wo insbesondere einige theoretische Arbeiten zur Widerstandsänderung von Metallen in Magnetfeldern entstanden, wurde er 1930 „Assistant Professor“. 1944 wurde er Professor mit vollem Lehrauftrag am MIT. 1935 war er Gast des Institute for Advanced Study in Princeton. Während des Zweiten Weltkrieges war er von 1941 bis 1943 Mitarbeiter des Radiation Laboratory am MIT, wo die Ausbreitung von Mikrowellen untersucht wurde. Er war von 1943 bis 1944 dem Kriegsministerium unterstellt, wo er bei der Entwicklung von Radargeräten mitwirkte.
Das Physik-Department des MIT leitete er von 1952 bis 1962.
Frank erwarb besondere Verdienste bei der Entwicklung der universitären Lehre im Fach Physik in den USA. Er ist Autor mehrerer Lehrbücher zur theoretischen Physik. Einige entstanden in Koautorschaft mit John C. Slater.
1936 wurde er Fellow der American Physical Society. Zum Mitglied der American Academy of Arts and Sciences wurde er 1949 gewählt.